# Di-isobutylftalaat
Di-isobutylftalaat is een aromatische organische verbinding met als brutoformule C6H3ClN2O4. De stof komt voor als een kleurloze, viskeuze vloeistof met een indringende geur en bittere smaak, die bijna onoplosbaar is in water.
Di-isobutylftalaat is, zoals alle ftalaatesters, een weekmaker. Het heeft vergelijkbare eigenschappen met dibutylftalaat. Het wordt als weekmaker gebruikt in onder andere nagellak, explosieve materialen, cellulosepolymeren en toepassingen met methylmethacrylaat.

## Synthese
Di-isobutylftalaat kan gesynthetiseerd worden uit een verestering van isobutanol en ftaalzuuranhydride.

## Toxicologie en veiligheid
Di-isobutylftalaat ontleedt bij verhitting, met vorming van irriterende dampen.